# Paredes da Vitória
Paredes da Vitória é uma pequena localidade costeira da freguesia de Pataias, concelho de Alcobaça.
A povoação é conhecida pela sua praia, o seu parque de campismo e pela procissão anual realizada a 15 de Agosto em honra de Nossa Senhora da Vitória, entre Pataias e esta localidade, sendo a viagem realizada em burros, cavalos, tractores agrícolas e bicicletas devidamente decoradas para o evento, em que todas as pessoas podem participar desde que tenham o seu veículo devidamente decorado.

## História
O topónimo “Paredes” é relativamente comum e regra geral indica que os povoadores que lhes deram os nomes encontraram “paredes” ou “muros”, isto é, ruínas de povoados anteriores, de cujo nome não havia memória.
Assim, Paredes da Vitória, Vale de Paredes e praia das Paredes são topónimos que designam a mesma povoação, situada no litoral norte do concelho de Alcobaça, freguesia de Pataias.
As referências à povoação são muito antigas, existindo mesmo vestígios na Serra d’Aire e dos Candeeiros de uma estrada romana (Estrada Romana da Carreirancha - Alqueidão da Serra) datada entre os séculos I a.C. e I d.C., que faria a ligação entre Tomar, o porto de Paredes, Collipo (Leiria) e Conimbriga.
A importância do porto de Paredes assumiria grande importância já nos séculos XII e XIII, e mais tarde sob domínio do Couto Cisterciense do Mosteiro de Alcobaça, a partir do qual seriam exportados os produtos agrícolas da região.
D. Dinis, o Rei Lavrador, concede foral ao porto de Paredes em 1282 (17 de Dezembro de 1282). Este primeiro foral era uma carta de povoação para 30 moradores, que eram obrigados a ter seis caravelas, pelo menos, preparadas para a pescaria. «Para que acomodassem casa, lhes mandou dar D. Dinis a cada um seu moio [antiga medida equivalente a sessenta alqueires] de trigo». Com este foral, D. Dinis teve em vista, também, defender este sítio da costa, das invasões dos piratas Africanos e Granadinos.
O mesmo D. Dinis concede um segundo foral em 29 de Setembro de 1286 e D. Manuel um terceiro e último foral em 1 de Outubro de 1514.
Por volta do ano de 1340, a vila de Paredes tinha cerca de 348 habitantes.
A 17 de Maio de 1368, a vila foi doada ao Mosteiro de Alcobaça, a mando do rei D. Fernando, com o propósito de as suas rendas recaírem para a salvação da alma de seu pai, D. Pedro I, que jaz nesse mosteiro.
O porto de Paredes progrediu muito até 1500, chegando a atingir os 600 fogos. Alguns historiadores afirmam mesmo que o porto de Paredes possuiu um forte e 17 caravelas para defesa do seu porto. Há inclusivamente registos de que a armada de Vasco da Gama, antes da partida para a Índia, teria aportado aqui para abastecimento de víveres.
No entanto, os ventos fortíssimos nesta região, foram arremassando com tanta força as areias sobre a povoação e o porto, que tudo ficou arrasado. Com esta invasão das areias marítimas, a povoação foi abandonada, ficando aí por única memória uma capela (de Nossa Senhora da Vitória), a casa do eremitão e um moinho.
A povoação de Paredes deslocou-se então para Pataias e para a Pederneira. Há mesmo quem afirme que a Pederneira foi fundada pelos moradores do porto de Paredes, quando no século XVI o porto deixou de ser utilizado por assoreamento pelas areias marítimas. No entanto, cronistas cistercienses são de opinião que a Pederneira já existia no ano de 1190. Seja como for, foi com a chegada dos pescadores de Paredes que a pesca tomou um grande incremento na Pederneira.
O fim do porto de Paredes esteve associado ao seu assoreamento e ao seu desmoronamento devido a uma violenta tempestade na segunda metade do quartel do século XV (1450-1500) e progressiva degradação.
Por volta de 1527 existiam 27 fogos (aproximadamente 100 habitantes) e dez anos mais tarde apenas 14 fogos. Até 1536 Paredes foi freguesia de que dependia Pataias. Nesta data, já «o Capelão de Paredes dizia um domingo de missa em Paredes, outro em Pataias».
Por fim, dado o despovoamento, em 1542, «manda o Visitador, que a paróquia fosse dali em diante em Pataias, que sendo então do termo de Paredes, passou a ser de Alcobaça».
Paredes passa então por um longo período de esquecimento.
No início do século XX, em 1911, estavam identificados 9 fogos e 44 moradores. A principal actividade era a agricultura e a moagem de cereais, patente nas dezenas de moinhos (fluviais) ainda hoje existentes, mas completamente degradados.
Em 1940 foram contabilizados 82 moradores. Desde então, a população diminuiu, contando 65 moradores em 1960, 48 em 1970 e 50 em 1991. A procura da praia, quer por motivos de veraneio, quer por motivos de saúde, contribuíram para a manutenção da população. A localidade foi dotada de escola primária até aos finais da década de 1970, altura em que fecha por falta de alunos.
No princípio da década de 1990, a população residente era de 5 dezenas de habitantes, quase que exclusivamente adultos e idosos.

## Geografia
Paredes da Vitória localiza-se na desembocadura do vale da ribeira de Paredes (coordenadas geográficas N 39º69'92.62", W 8º97'72.03"), freguesia de Pataias, concelho de Alcobaça. As curtas distâncias às principais localidades da região (Pataias 7 km, Nazaré 13 km, Marinha Grande 16 km, Alcobaça 24 km,
Batalha 24 km, Leiria 25 km, Porto de Mós 25 km) fazem desta praia um dos principais destinos de veraneio.

## Paisagem
A faixa costeira compreendida entre as praias S. Pedro de Moel e Nazaré apresentam uma grande qualidade visual, incluindo areais extensos a perder de vista e praias encaixadas entre as arribas, antecedidas por dunas e arribas de altura e constituição variável.

É neste contexto que se localiza o muito encaixado vale de Paredes que desemboca na vasta praia de Paredes (2,5 km de extensão). A Sul de Paredes da Vitória o relevo é mais acentuado, com arribas altas, muitas vezes, principalmente no Inverno, em contacto directo com o oceano,  cortadas por várias linhas de água que drenam directamente para o mar através de pequenos vales muito encaixados (Vale Furado, Barranco do Marques, Vale do Inácio, Vale da Falca).

## Geologia
Na faixa costeira entre S. Pedro de Moel e Paredes da Vitória é possível observar rochas de idade Jurássico Inferior (200 milhões de anos) desde o período Hetangiano até ao Toarciano Inferior.
É visível nas falésias do litoral uma sequência de rochas margosas e calcário-margosas, de cores escuras, particularmente ricas em matéria orgânica e bastante ricas em fósseis (amonites, bivalves e peixes). Nas falésias que se estendem de S. Pedro de Moel até às Paredes da Vitória foram já encontrados vestígios fósseis, nomeadamente um pedaço de um maxilar de um Lusitanaussaurus (dinossauro couraçado da família dos Estegossaurus). Da Mina do Azeiche até Vale Furado, numa extensão de 2 km, são visíveis afloramentos do Cretácio Inferior e Superior (65 a 145 milhões de anos) e do Terciário. Integram arenitos fluviais, calcários e conglomerados, tendo sido encontrados alguns fósseis de répteis e mamíferos nos arenitos. Ainda nestas arribas é possível identificar diversas anomalias geológicas petrográficas e químicas que podem indiciar o impacto de um meteorito (a 300 km para Oeste, em pleno oceano).

## Clima
O clima predominante resulta das influências mediterrânica e atlântica. A influência mediterrânica faz-se sentir predominantemente no Verão, estando associada a temperaturas e insolação elevadas a uma quase total ausência de precipitação.
A influência atlântica caracteriza-se pelas superfícies frontais predominantes no Inverno, responsáveis pela maior parte da precipitação. A precipitação média anual oscila entre os 600mm e os 900mm. A distribuição sazonal da precipitação é muito acentuada, concentrando-se no semestre húmido (Outubro-Março) cerca de 75% da precipitação. A um Inverno com temperaturas suaves mas bastante pluvioso, opõe-se um Verão quente e praticamente sem precipitação. Durante os meses estivais, faz-se por vezes sentir, ocasional mas persistentemente, a nortada e a ocorrência de nevoeiros matinais. No Verão, a temperatura média das águas é próxima dos 18°C e a ondulação fraca.